# Volgograd Arena
Volgograd Arena er et fodboldstadion i Volgograd i Rusland, beliggende ved bredden af Volga-floden og ved foden af den bakke, der huser Moderlandet kalder-monumentet. Stadionet blev bygget op til Ruslands værtsskab ved VM i fodbold 2018, og blev indviet samme år. Det er desuden hjemmebane for klubben Rotor Volgograd.
Byggeriet af Volgograd Stadion startede i 2015, og blev afsluttet i 2018. Den samlede pris for stadionets etablering var godt 16 milliarder rubler.

## VM i 2018
Som et ud af i alt 12 stadioner blev Volgograd Arena udvalgt som spillested ved VM i fodbold 2018. Det blev besluttet, at stadion skulle lægge græs til fire gruppespilskampe.

## Galleri
- Volgograd Stadion med Volga i baggrunden